# Brad Hall (attore)
William Bradford Hall (Santa Barbara, 21 marzo 1958) è un attore, comico, regista e sceneggiatore statunitense, noto per le sue performance di comico al Saturday Night Live, oltre ad aver creato diverse sitcom.
Dal 1987 è sposato con l'attrice Julia Louis-Dreyfus, che ha conosciuto alla Northwestern University e con cui ha collaborato al Saturday Night Live. Hanno avuto due figli: Henry (1992) e Charles (1997).

## Filmografia

### Cinema
- Troll, regia di John Carl Buechler (1986)
- L'albero del male (The Guardian), regia di William Friedkin (1990)
- Mariti imperfetti (Bye Bye Love), regia di Sam Weisman (1995)

### Televisione

#### Attore
- Dalle 9 alle 5, orario continuato (9 to 5) - serie TV, 1 episodio (1986)
- CBS Summer Playhouse - serie TV, 1 episodio (1988)
- Il cane di papà (Empty Nest) - serie TV, 1 episodio (1989)
- Curb Your Enthusiasm - serie TV, 2 episodi (2000-2001)
- Parks and Recreation - serie TV, 1 episodio (2012)
- Brooklyn Nine-Nine - serie TV, 1 episodio (2016)

#### Regista
- Oltre il ponte (Brooklyn Bridge) - serie TV, 1 episodio (1991)
- Veep - Vicepresidente incompetente (Veep) - serie TV, 3 episodi (2016-2019)

#### Sceneggiatore
- American Dreamer - serie TV, 1 episodio (1990)
- Oltre il ponte (Brooklyn Bridge) - serie TV, 32 episodi (1991-1993)
- Frasier - serie TV, 1 episodio (1993)
- The Single Guy - serie TV, 44 episodi (1995-1997) - anche ideatore
- Watching Ellie - serie TV, 19 episodi (2002-2003) - anche ideatore

#### Produttore esecutivo
- The Single Guy - serie TV, 44 episodi (1995-1997) - anche ideatore
- Watching Ellie - serie TV, 19 episodi (2002-2003) - anche ideatore